# Dichromodes schistacearia
Dichromodes schistacearia là một loài bướm đêm trong họ Geometridae.